# Acordo militar entre Colômbia e Estados Unidos
O acordo militar entre Colômbia e Estados Unidos foi assinado a portas fechadas na sede do Ministério das Relações Exteriores em Bogotá, Colômbia, no dia 30 de outubro de 2009 pelo ministro colombiano Jaime Bermúdez e pelo embaixador dos Estados Unidos em Bogotá William Brownfield. O polêmico acordo militar autoriza até 800 militares estadunidenses e 600 civis que trabalham para o governo estado-unidense para combaterem o narcotráfico e o terrorismo. Os dois governos não divulgaram o texto oficial do convênio, apenas divulgaram alguns dados.
O acordo compensa o fim da base estado-unidense de Manta, no Equador, ao permitir o uso de três bases aéreas, duas bases da Marinha e outras duas do Exército no território colombiano.
O documento provocou e ainda provoca muitas discussões por causa da base de Palanquero, que abriga uma pista de pouso e decolagem adaptada a aviões militares cargueiros possibilitando a projeção desses aviões para além das fronteiras da Colômbia, a qual é vizinha dos governos revolucionários anti-EUA da Venezuela (Hugo Chávez) e do Equador (Rafael Correa). A posição bastante estratégica das bases permite ao avião militar Boeing C-17 alcançar metade do continente sem precisar parar para reabastecer, fato que amplia as desconfianças dos outros países sul-americanos em relação ao objetivo real do tratado.
Paralelo à assinatura, o presidente Barack Obama sancionou o orçamento militar do país no ano fiscal de 2010, que apresenta uma verba de US$ 46 milhões destinada a Palanquero.